# 長葉木薑子
長葉木薑子（学名：Litsea acuminata）为樟科木薑子屬下的一个种。